# Pflanzenölbrenner
Ein Pflanzenölbrenner ist ein Brenner, der Pflanzenöl (beispielsweise Rapsöl) verbrennt und somit Bioenergie in Wärmeenergie umwandelt. Pflanzenölbrenner kommen in der Regel als Ersatz für herkömmliche Heizölbrenner in kleinen und mittleren Feuerungen zum Einsatz. 

## Technik
Der Aufbau eines Pflanzenölbrenners ähnelt dem eines herkömmlichen Heizölbrenners. Da die chemischen und physikalischen Eigenschaften der Pflanzenöle sich von Heizöl (Leichtöl) stark unterscheiden (z. B. die Viskosität), werden Pflanzenölbrenner an die Eigenschaften des Brennstoffes angepasst. In Kleinfeuerungsanlagen werden Druckzerstäuber angewendet, bei denen im Düsenstock Luft beigemischt wird, zudem ist eine Ölvorwärmung nötig. In Deutschland unübliche Brenner für mittelschweres Heizöl können unter Umständen mit reinem Rapsöl betrieben werden. Bei den für Großfeuerungsanlagen genutzten Schwerölbrennern ist die Eignung für Rapsölbetrieb bei Rotations- und Druckzerstäubern und Ölvorwärmung auf 50–60 °C grundsätzlich gegeben.  
Alle ölführenden Teile müssen für Pflanzenöl geeignet sein, da es sonst zu Verklebungen oder chemischen Angriff durch Ölbestandteile kommen kann. Aufgrund dieser zusätzlichen Maßnahmen und der hohen Produktionskosten der bisher in Kleinserie produzierten Geräte sind spezielle Pflanzenölbrenner teurer als vergleichbare Brenner für Erdöl oder Erdgas. Wie auch beim Einsatz von Pflanzenöl als Kraftstoff ist bei der Nutzung als Brennstoff auf die Qualität zu achten (für Rapsöl gilt dabei die DIN-Norm DIN 51605).
Eine neue, düsenfreie Pflanzenöl-Brennertechnik wurde im Jahr 2006 serienreif. „Multiölbrenner“ genannte Geräte, bei denen diese Technik umgesetzt wurde, können Leistungsbereiche zwischen 15 und 500 kW Brennerleistung abdecken und ermöglichen die Nutzung unterschiedlicher Pflanzen- und Mineralöle. Bei Kleinanlagen ab zwischen 10 und 30 kW setzt sich ebenfalls eine neue Düsen- / Zerstäuber-Version durch.
In Brennern für leichtes Heizöl können Brennstoffmischungen aus leichtem Heizöl und 10 bis 20 % Rapsöl  verwendet werden, wenn diese mit einer Ölvorwärmung (ca. 60 °C) und einer heißen Brennkammer ausgestattet sind.

## Wirtschaftliche Bedeutung
Die Konkurrenzfähigkeit des Einsatzes von Biobrennstoffen im Vergleich zu den derzeit vorherrschenden fossilen Brennstoffen und damit die wirtschaftliche Bedeutung von Pflanzenölbrennern hängt von vielen Faktoren ab, darunter Preisentwicklung und Rohstoffpotenzial fossiler und biogener Brennstoffe (regional und weltweit), die Herstellungskosten der Brenner, die steuerliche Behandlung der verschiedenen Kraft- und Brennstoffe sowie die Produktionskapazitäten für Brenner und Brennstoff.

## Ökologische Bedeutung
Durch den Einsatz von Pflanzenöl als Brennstoff werden fossile Energieträger (z. B. Erdöl) substituiert. Durch eine ausgeglichene CO2-Bilanz bei der Verbrennung von Pflanzenöl kann weitgehend klimaneutral geheizt werden.
Bei der Verbrennung von Pflanzenöl wird nur so viel CO2 ausgestoßen, wie vorher von den Pflanzen aufgenommen und durch die Photosynthese umgewandelt wurde. Allerdings entstehen bei der Verbrennung von Pflanzenölen höhere Stickoxid-Emissionen als bei der Verbrennung von fossilen Energieträgern. Ein weiterer Aspekt beim Einsatz von biogenen Brennstoffen ist die Nachhaltigkeit. Im Gegensatz zu den endlichen fossilen Energieträgern sind biogene Energieträger regenerativ.
Ebenso wie andere Agrarrohstoffe benötigt die Erzeugung von Pflanzenöl landwirtschaftliche Flächen zum Anbau von Ölsaaten bzw. -früchten. Der weltweit steigende Bedarf an Futtermitteln, Lebensmitteln und Biomasse für Energieerzeugung und stoffliche Nutzung führt zu einer zunehmenden Nutzungskonkurrenz und fördert dadurch steigende Preise für Agrarerzeugnisse und eine Ausweitung der  Agrarproduktion.

## Steuerliche Situation
Einzelheiten zur steuerlichen Behandlung regelt das Energiesteuergesetz vom 1. August 2006.

## Geschichte
Das erste Forschungsprojekt in Deutschland zur Verfeuerung von pflanzlichen Lipiden (Fetten) wurde in den Jahren 1998–1999 von der InnoTech GmbH und dem VDI / VDE Teltow durchgeführt und führte zum Bau des Prototyps eines Pflanzenölbrenners. Im Jahr 2000 erfolgte die Patenterteilung auf die Mischeinrichtung des Brenners. Ab 2000 begann die Fertigung einer Kleinserie dreier Leistungstypen. (24–32 kW, 32–90 kW, 90–180 kW), Ende 2001 wurde auf eine reguläre Fertigung umgestellt.